# 特里孚莎
特里孚莎（Telephassa）是希臘神話中腓尼基王阿格諾之妻，卡德摩斯、歐羅巴等人之母。據說和波賽頓生下塔索斯。歐羅巴被宙斯拐走後，阿格諾命令諸子搜索歐羅巴，特里孚莎和卡德摩斯同行，前往色雷斯，在當地去世。也譯特勒法莎。